# Gossip Girl (tiểu thuyết)
Gossip Girl là loạt tiểu thuyết hư cấu dành cho lứa tuổi thanh thiếu niên của Mỹ do tác giả Cecily von Ziegesar và được Little, Brown and Company, công ty con Tập đoàn Hachette Livre xuất bản.
Nội dung xoay quanh cuộc sống và tình yêu của tầng lớp thanh thiếu niên thượng lưu của Trường Nữ Sinh Constance Billard School for Girls, một trường tư danh tiếng tại khu Thượng Đông "Upper East Side" ở New York. Và nhân vật chính tập trung chủ yếu vào đôi bạn thân Blair Waldorf và Serena van der Woodsen, các cô gái thường là tâm điểm cho những tin đồn của hội blogger "Gossip Girl". Chính những trải nghiệm của tác giả von Ziegesar khi theo học tại Trường Nightingale-Bamford School và những gì mà cô nghe được từ bạn bè.

## Lịch sử
Phần 1 của loạt tiểu thuyết có tên Gossip Girl, được xuất bản theo dạng sách bìa mềm vào tháng 4 năm 2002. Hai phần sau được ra mắt lần lượt mỗi năm cho đến phần cuối có tên Don't You Forget About Me phát hành vào tháng 5 năm 2007, nội dung bao trùm từ khi các nhân vật chính tốt nghiệp trung học, lên đại học và sự nghiệp của họ. Phần diễn biến trước của tác phẩm trong cuốn sách It Had To Be You ra mắt tháng 10 năm 2007 với hai dạng bìa cứng và sách điện tử. Nó miêu tả chi tiết các sự kiện đã xảy ra một năm trước của phần đầu tiên. Một bộ sách gồm đủ 11 cuốn tiểu thuyết và phần trước được xuất bản dạng bìa mềm vào ngày 1 tháng 11 năm 2009. Hai ngày sau, cuốn tiểu thuyết tiếp theo là I Will Always Love You được xuất bản. Trong tiểu thuyết dạng bìa cứng kể về sự kiện các nhân vật chính từ trường đại học trở về nhà vào kì nghỉ. Tập đoàn Hachette đã cho tái bản lại toàn bộ các cuốn tiểu thuyết gốc thành dạng sách điệm tử vào giữa năm 2008 và 2009.
Các cuốn sách thứ 9, 10 và 11 trong loạt tiểu thuyết được viết bởi những người chắp bút.
Tháng 12 năm 2009, nhà xuất bản Yen Press công bố đang hợp tác cùng với họa sĩ Hàn Quốc Baek Hye-Kyung để sáng tác truyện tranh phỏng theo tác phẩm lấy tên là Gossip Girl: For Your Eyes Only. Tác phẩm bằng tranh cũng có những nhân vật tương tự bản gốc và chương đầu tiên được đăng trên tạp chí hợp tuyển Yen Press của công ty số tháng 1 năm 2010.
Tháng 10 năm October 2011, một phần nhái lại của loạt sách có tên Gossip Girl Psycho Killer của chính tác giả viết đã được ra mắt.

## Các nhân vật
- Blair Waldorf được miêu tả với mái tóc nâu màu hạt dẻ, đôi mắt xanh biếc, khuôn mặt xảo quyệt, vóc dáng nhỏ nhắn, hầu như dành hết tâm trí cho các hoạt động ngoại khóa và có thái độ kiên trì với việc học. Cô được người cùng địa vị và người lớn nhận định là khá thông minh và rất xinh đẹp. Blair sử dụng sự duyên dáng, trí tuệ, tiền bạc và địa vị xã hội để đến những nơi và đạt được những gì mà cô muốn. Blair theo học Đại học Yale sau khi tốt nghiệp trung học.[11] Trong suốt cuốn tiểu thuyết, cô có mối quan hệ chia tay quay lại nhiều lần với Nate Archibald, người mà cô luôn muốn đi đến hôn nhân. Kết truyện, Nate thừa nhận yêu cô và mãi sẽ luôn như vậy. Gossip Girl cũng từng tự nói rằng cả hai chỉ thật sự có ý nghĩa khi ở bên nhau. Phong cách và thái độ của Blair theo phong cách của các tiểu thư quý tộc "preppy".
- Serena van der Woodsen được miêu tả có vóc dáng thon gọn, đẹp một cách thoát tục, "hoàn hảo". Cô từng thử làm người mẫu trước khi đóng vai chính trong Breakfast at Fred's làm lại từ phim Breakfast at Tiffany's. Serena có hàng loạt những chàng trai yêu mến như Nate Archibald, Dan Humphrey, Aaron Rose cùng hầu hết nhóm cappella ở Đại học Yale và có những mối tình kéo dài. Ban đầu cô tìm đến với Nate dù anh đang trong mối quan hệ với bạn thân Blair của cô. Dù vậy, cô lại dễ bị các chàng trai chán và thường không theo đuổi những mối quan hệ nghiêm túc mà chỉ thích chơi đùa trong lĩnh vực tình cảm. Serena thường bị bạn bè cùng lớp chỉ trích, thường bị đưa ra làm chủ đề bàn tán buôn chuyện nhưng cũng ghen tức vì ngoại hình xinh đẹp trời cho và sự hấp dẫn phái nam của cô. Thường thường cô có vẻ buồn với nhan sắc của mình vì cô không có "động lực" để làm bất cứ điều gì. Trong phần cuối của tiểu thuyết, Serena quyết định ở lại thành phố New York, thay vì theo học ở một trường thuộc khối các trường Ivy League mà cô được nhận, vì vậy cô thể tự khám phá cuộc sống của chính mình. Sau khi nghỉ học đại học, cô đã chọn vào Yale. Serena và Blair có một mối quan hệ yêu ghét khó tách rời vì Serena luôn hướng sự quan tâm tới Blair trong toàn bộ truyện.
- Nate Archibald là tay chơi bóng vợt đẹp trai, giàu có của trường nam sinh St. Jude's School for Boys. Trong truyện, anh từng hẹn hò với rất nhiều cô gái nhưng chủ yếu là cô bạn gái từng nhiều lần tan - hợp Blair Waldorf và bạn thân của cô ấy là Serena. Sau khi lấy cắp thuốc cường dương Viagra từ huấn luyện viên bóng vợt của mình, anh đã dựa vào Blair và những mối quan hệ với các cựu sinh viên của cha cô để được nhận vào Đại học Yale. Nate thậm chí đã bỏ đi để du thuyền vòng quanh thế giới với người cố vấn Navy của cha mình vì anh không thể lựa chọn giữa Blair và Serena. Về sau anh vào học tại trường Deep Springs College theo lời khuyên của Chuck Bass sau đó là Đại học Brown. Cuối cùng, anh chứng tỏ mình yêu Blair hơn Serena, chia tay làm cho Serena đau khổ và Blair vui mừng khôn xiết. Anh và Serena mỗi người đều bước vào trường đại học mà họ đã chọn.